# Педру-Мигел
Педру-Мигел (порт. Pedro Miguel) — район (фрегезия) в Португалии, входит в округ Азорские острова. Расположен на острове Файял. Является составной частью муниципалитета Орта. Население составляет 723 человека на 2001 год. Занимает площадь 14,71 км².
Покровителем района считается Дева Мария (порт. Maria).